# Turismo Carretera
Turismo Carretera è il più popolare campionato di corse di stock car in Argentina e la più antica serie di corse automobilistiche ancora attiva al mondo. La serie è organizzata dall'Asociación Corredores de Turismo Carretera .

## Storia
La serie fu istituita dall'Automobile Club Argentino con il nome di "Campeonato Argentino de Velocidad" nel 1937 e ribattezzata Turismo Carretera due anni dopo; tuttavia, le sue radici possono essere ricondotte ai Grands Prix de Carretera degli anni '10, un evento poco organizzato. Gli eventi si svolgevano su strade aperte, con il percorso che si divideva tra asfalto e sterrato, e si svolgevano sia come gare a tappe in stile circuito che come rally. I concorrenti utilizzavano coupé di serie leggermente modificate e, data la natura delle gare, impiegavano navigatori. Il futuro campione del mondo di Formula 1 Juan Manuel Fangio fu tra i primi piloti ad avere successo nella categoria, vincendo titoli consecutivi nei primi anni '40, prima che i fratelli Gálvez ( Oscar e Juan ) si dividessero quattordici titoli su quindici consecutivi nel periodo successivo alla seconda guerra mondiale.
Negli anni '60, i concorrenti iniziarono a sperimentare ulteriori modifiche, dove le coupé cedevano il passo a versioni prototipo di berline prodotte localmente; tra questi esempi si annoverano la Liebre Torinos, vincitrice del 1967 e del 1969 e la Trueno Naranja, vincitrice del 1968. Nel 1970 il campionato fu diviso in due classi, una classe per le gare su strada e un'altra per gli eventi su circuiti permanenti, ma solo per una singola stagione. Nel 1973, Nasif Estéfano divenne il primo e unico campione postumo della serie, dopo essere morto in un incidente durante il terzultimo evento della stagione. Con il passare del decennio, i prototipi furono abbandonati in favore di regolamenti che avvicinavano la serie alle sue radici basate sulla produzione. Héctor Gradassi e Juan María Traverso furono i primi ad avere successo nella nuova formula, incentrata su Chevrolet, Ford, Dodge e IKA Torino, prima che una faida tra gli enti governativi ACA e CADAD portasse al prolungamento della stagione 1979 e alla formazione dell'ACTC nel 1981, un organismo indipendente che gestisce la competizione ancora oggi.
Gli anni '80 videro l'ascesa della Dodge, con il suo nuovo modello GTX, che vinse 8 dei 10 campionati di quel decennio, quattro dei quali andarono a Roberto Mouras . Nel 1989, alla Chevrolet e alla Ford furono concesse delle concessioni relative alla compressione del motore, il che le rese notevolmente avvantaggiate tecnicamente rispetto ai modelli Dodge e IKA Torino, ormai obsoleti; quando l'abbandono da parte della concorrenza dei modelli Dodge e Torino portò all'omologazione dei motori Jeep Cherokee per mantenerli competitivi. Dopo la morte di Mouras e Osvaldo Morresi, le gare su strada furono interrotte dalla categoria; l'ultima si tenne a Santa Teresita nel 1997. Nonostante la categoria avesse raggiunto una relativa parità, Traverso e Guillermo Ortelli entrarono nel nuovo millennio come i principali contendenti per le Chevrolet, intervallati dai titoli di Ford e Dodge a metà degli anni 2000.
Nel 2015 la categoria ha introdotto motori multivalvole modernizzati. Verso la fine degli anni 2010 e all'inizio degli anni 2020, il campionato si è giocato tra Agustín Canapino con la Chevrolet e Mariano Werner della Ford, una rivalità che è stata interrotta solo dal breve passaggio di Canapino all'IndyCar e dal titolo assegnato a José Manuel Urcera nel 2022, il primo per un Torino in 51 anni. Nello stesso anno, la Toyota entrò nella categoria con la Camry, portando all'introduzione di nuovi modelli basati sulle pony car americane due anni dopo, diventando così un campionato simile alla Trans Am americana.

### Piramide del Turismo Carretera
Attualmente la piramide del Turismo Carretera prevede quattro livelli. Il Turismo Carretera è la punta della piramide, essendo la categoria più importante.
Il TC Pista è la seconda divisione (nata nel 1995), la TC Mouras è la terza divisione (nata nel 2004 e intitolata al pilota Roberto Mouras) e il TC Pista Mouras è la quarta divisione (nata nel 2008). La Pista Mouras è considerata il primo passo per i piloti delle gare regionali per competere a livello nazionale.
Una quinta categoria, TC Pick Up, è stata introdotta nel 2017 come gradino alternativo della classifica, creando al contempo una piattaforma per i produttori per pubblicizzare i loro pick-up.
| Livello | Campionati      | Campionati       |
| ------- | --------------- | ---------------- |
| 1       | Turismo Strada  | Turismo Strada   |
| 2       | TC Pista        | TC Pista         |
| 3       | TC Mouras       | Ritiro TC        |
| 4       | TC Pista Mouras | TC Pista Pick Up |

## Formato

### Campionato
Dal 2008, Turismo Carretera ha introdotto un format di "playoff" in stile NASCAR per decretare il campione.
La Copa de Oro ("Coppa d'Oro"), sono i playoff che si svolgono durante gli ultimi cinque eventi di una stagione. I primi dodici piloti del campionato dopo l'ultimo turno del campionato regolare accedono alla fase finale. Tutti i piloti ripartono con zero punti, tuttavia il leader del campionato riceverà un bonus di 15 punti di partenza e ogni pilota che ha vinto una gara finale riceverà 8 punti di partenza aggiuntivi per ogni vittoria. Prima dell'ultimo round della stagione, saranno ammessi i primi tre piloti della classifica regolare che non si sono qualificati per i playoff, insieme ai punti ottenuti nei quattro round precedenti (due nel 2020). A questi "qualificati dell'ultima possibilità" non verranno assegnati punti bonus.

### Evento
Nella moderna Turismo Carretera, in ogni stagione si svolgono gare di "regular season" e gare "speciali".
Le "gare normali" hanno un formato che prevede una sessione di qualificazione (che si svolge il sabato) e quattro gare (che si svolgono la domenica) per fine settimana. Le prime tre gare, denominate Serie (Manche), dividono tutti gli iscritti alla gara in tre gruppi separati, formati in base ai risultati delle qualifiche. Il partecipante più veloce occupa il primo posto nella batteria 1, il secondo più veloce occupa il primo posto nella batteria 2 e il terzo posto nella batteria 3. Il quarto pilota più veloce in qualifica occupa il secondo posto in griglia nella prima manche, e così via fino a quando l'intero gruppo non viene diviso in tre.
Ogni gara di qualificazione è una gara sprint di cinque giri e definisce le posizioni in griglia per la gara finale. I vincitori delle tre manche occupano le prime tre posizioni sulla griglia di partenza, in ordine dal tempo di gara più veloce fino a quello più lento. Lo stesso procedimento viene poi seguito per il resto della griglia, con l'ordine determinato prima dalla posizione in classifica di un pilota e poi dal suo tempo di gara. I piloti che non hanno terminato il giro di testa nella loro manche di qualificazione verranno spostati nella parte posteriore del gruppo per la finale e il loro ordine sarà determinato da quanti giri completano nelle manche, seguito dalla loro posizione in gara e poi dal loro tempo di gara.

## Veicoli
Le auto Turismo Carretera sono costruite secondo una serie di regolamenti pensati per creare parità tra i vari produttori coinvolti. Dagli anni '70, quattro produttori sono presenti contemporaneamente nel Turismo Carretera, utilizzando modelli costruiti in Argentina: Chevrolet con la Nova, Dodge con la GTX, Ford con la Falcon e Industrias Kaiser Argentina con la Torino; Toyota si è unita nel 2022 con la Camry XV70. La Dodge GTX e la IKA Torino erano originariamente equipaggiate rispettivamente con motori Slant Six e Tornado, ma entrambe sono passate ai motori Chrysler Cherokee a metà degli anni '90; la Toyota ha utilizzato esclusivamente un motore Cherokee sin dalla sua entrata nel 2022.
Nel 2024 c'è stato un cambio di regolamento, andando a sostituire le vecchie vetture per portare il campionato ad assomigliare molto alla Trans-AM. Chevrolet, Dodge e Ford passarono alle muscle car americane rispettivamente con Camaro, Challenger e Mustang, mentre Toyota mantenne la Camry ancora nuova ma ne riprogettò la parte anteriore; un concept, la Torino, fu creato quando la IKA chiuse i battenti nel 1975.

### Caratteristiche tecniche
- Costruzione del telaio: Silhouette tubolari[3]
- Cilindrata: sei cilindri in linea, 3 260 cc (199 cu in) a 3 310 cc (202 cu in) – varia a seconda del produttore del motore.
- Aspirazione: Naturale
- Alimentazione: 2 carburatori Weber 48-48 IDA a doppio corpo
- Capacità serbatoio carburante: 100 litri (26 US gal)
- Carburante: Shell V-Power[4]
- Pneumatici: 16 pollici
- Peso minimo: 1 300 kg (2 866 lb) a 1 315 kg (2 899 lb) – varia a seconda del produttore del motore.
- Potenza in uscita: circa 450 hp (336 kW) tra 8.800 e 9.000 giri/min. – I giri/min variano a seconda del produttore del motore.
- Larghezza carreggiata posteriore: 2 010 mm (79 in) massimo
- Passo: 2 723 mm (107 in) a 2 849 mm (112 in) – varia a seconda del veicolo.
- Cambio: Sáenz TT3 6 marce manuale sequenziale + 1 retromarcia
- Sterzo: Cremagliera e pignone
- Trasmissione: layout FR

## Campioni

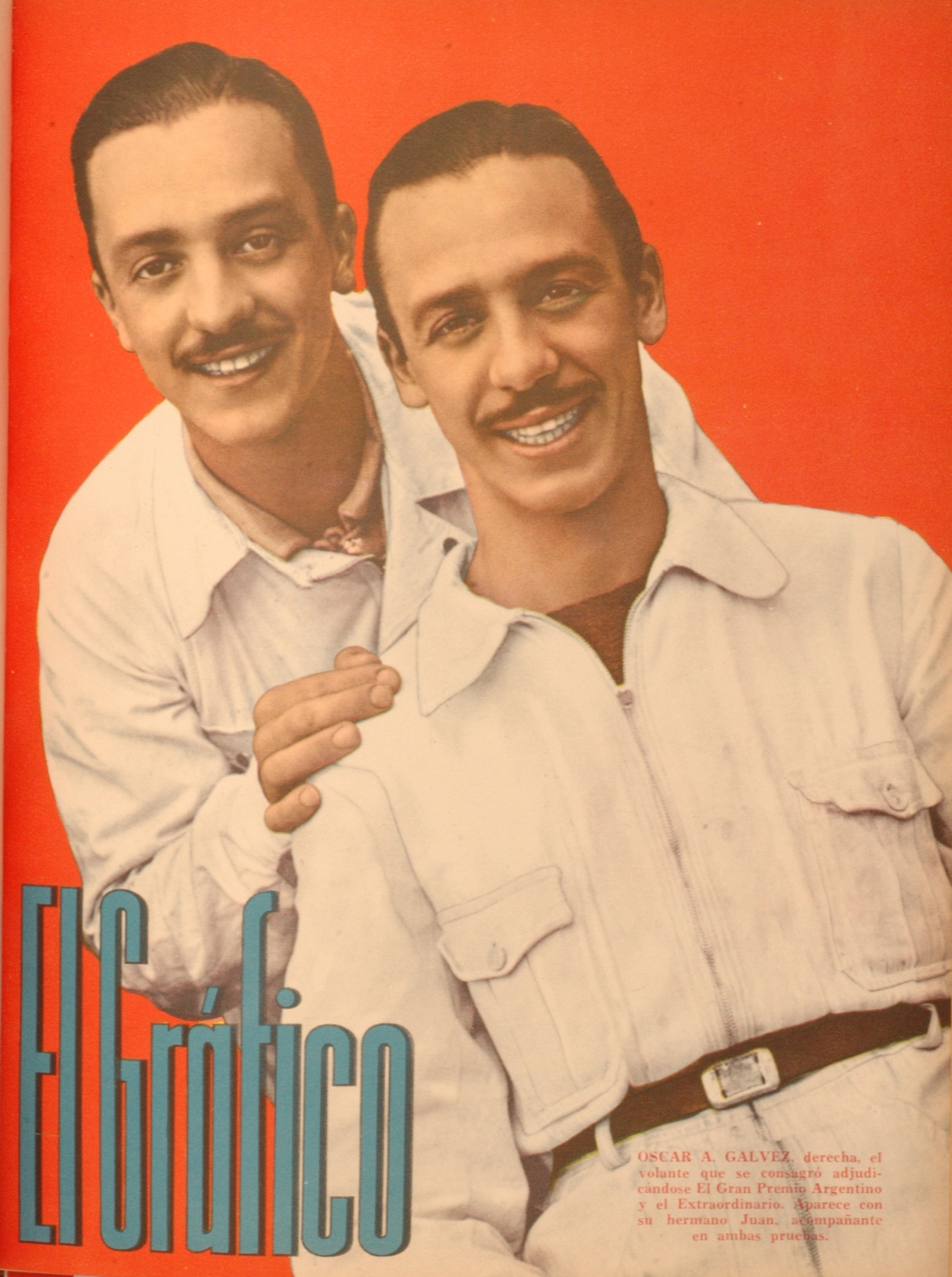
I fratelli Juan (a sinistra) e Oscar Gálvez (a destra) vinsero complessivamente quattordici campionati Turismo Carretera tra il 1947 e il 1961.

| Year                              | Driver                            | Car                               |
| Campeonato Argentino de Velocidad | Campeonato Argentino de Velocidad | Campeonato Argentino de Velocidad |
| --------------------------------- | --------------------------------- | --------------------------------- |
| 1937                              | Eduardo Pedrazzini                | Ford                              |
| 1938                              | Ricardo Leopoldo Risatti          | Ford                              |
| Turismo Carretera                 |                                   |                                   |
| 1939                              | Ángel Lo Valvo                    | Ford                              |
| 1940                              | Juan Manuel Fangio                | Chevrolet                         |
| 1941                              | Juan Manuel Fangio                | Chevrolet                         |
| 1942                              | Cancellato                        | Cancellato                        |
| 1943–1946                         | Non svolto                        | Non svolto                        |
| 1947                              | Oscar Gálvez                      | Ford                              |
| 1948                              | Oscar Gálvez                      | Ford                              |
| 1949                              | Juan Gálvez                       | Ford                              |
| 1950                              | Juan Gálvez                       | Ford                              |
| 1951                              | Juan Gálvez                       | Ford                              |
| 1952                              | Juan Gálvez                       | Ford                              |
| 1953                              | Oscar Gálvez                      | Ford                              |
| 1954                              | Oscar Gálvez                      | Ford                              |
| 1955                              | Juan Gálvez                       | Ford                              |
| 1956                              | Juan Gálvez                       | Ford                              |
| 1957                              | Juan Gálvez                       | Ford                              |
| 1958                              | Juan Gálvez                       | Ford                              |
| 1959                              | Rodolfo de Álzaga                 | Ford                              |
| 1960                              | Juan Gálvez                       | Ford                              |
| 1961                              | Oscar Gálvez                      | Ford                              |
| 1962                              | Dante Emiliozzi                   | Ford                              |
| 1963                              | Dante Emiliozzi                   | Ford                              |
| 1964                              | Dante Emiliozzi                   | Ford                              |
| 1965                              | Dante Emiliozzi                   | Ford                              |
| 1966                              | Juan Manuel Bordeu                | Chevrolet                         |
| 1967                              | Eduardo Copello                   | Torino                            |
| 1968                              | Carlos Pairetti                   | Chevrolet                         |
| 1969                              | Gastón Perkins                    | Torino                            |
| 1970                              | Rubén Luis di Palma               | Torino                            |
| 1971                              | Rubén Luis di Palma               | Torino                            |
| 1972                              | Héctor Gradassi                   | Ford                              |
| 1973                              | Nasif Estéfano                    | Ford                              |
| 1974                              | Héctor Gradassi                   | Ford                              |
| 1975                              | Héctor Gradassi                   | Ford                              |
| 1976                              | Héctor Gradassi                   | Ford                              |
| 1977                              | Juan María Traverso               | Ford                              |
| 1978                              | Juan María Traverso               | Ford                              |
| 1979–1980                         | Francisco Espinosa                | Chevrolet                         |
| 1980–1981                         | Antonio Aventin                   | Dodge                             |
| 1981                              | Roberto Mouras                    | Dodge                             |
| 1982                              | Jorge Martínez Boero              | Ford                              |
| 1983                              | Roberto Mouras                    | Dodge                             |
| 1984                              | Roberto Mouras                    | Dodge                             |
| 1985                              | Roberto Mouras                    | Dodge                             |
| 1986                              | Oscar Angeletti                   | Dodge                             |
| 1987                              | Oscar Castellano                  | Dodge                             |
| 1988                              | Oscar Castellano                  | Dodge                             |
| 1989                              | Oscar Castellano                  | Ford                              |
| 1990                              | Emilio Satriano                   | Chevrolet                         |
| 1991                              | Oscar Aventín                     | Ford                              |
| 1992                              | Oscar Aventín                     | Ford                              |
| 1993                              | Walter Hernández                  | Ford                              |
| 1994                              | Eduardo Ramos                     | Ford                              |
| 1995                              | Juan María Traverso               | Chevrolet                         |
| 1996                              | Juan María Traverso               | Chevrolet                         |
| 1997                              | Juan María Traverso               | Chevrolet                         |
| 1998                              | Guillermo Ortelli                 | Chevrolet                         |
| 1999                              | Juan María Traverso               | Ford                              |
| 2000                              | Guillermo Ortelli                 | Chevrolet                         |
| 2001                              | Guillermo Ortelli                 | Chevrolet                         |
| 2002                              | Guillermo Ortelli                 | Chevrolet                         |
| 2003                              | Ernesto Bessone                   | Dodge                             |
| 2004                              | Omar Martínez                     | Ford                              |
| 2005                              | Juan Manuel Silva                 | Ford                              |
| 2006                              | Norberto Fontana                  | Dodge                             |
| 2007                              | Christian Ledesma                 | Chevrolet                         |
| 2008                              | Guillermo Ortelli                 | Chevrolet                         |
| 2009                              | Emanuel Moriatis                  | Ford                              |
| 2010                              | Agustín Canapino                  | Chevrolet                         |
| 2011                              | Guillermo Ortelli                 | Chevrolet                         |
| 2012                              | Mauro Giallombardo                | Ford                              |
| 2013                              | Diego Aventín                     | Ford                              |
| 2014                              | Matías Rossi                      | Chevrolet                         |
| 2015                              | Omar Martínez                     | Ford                              |
| 2016                              | Guillermo Ortelli                 | Chevrolet                         |
| 2017                              | Agustín Canapino                  | Chevrolet                         |
| 2018                              | Agustín Canapino                  | Chevrolet                         |
| 2019                              | Agustín Canapino                  | Chevrolet                         |
| 2020                              | Mariano Werner                    | Ford                              |
| 2021                              | Mariano Werner                    | Ford                              |
| 2022                              | José Manuel Urcera                | Torino                            |
| 2023                              | Mariano Werner                    | Ford                              |